# Listă de cărți: V
Lista cărți: A - Ă - B - C - D - E - F - G - H - I - Î - J - K - L - M - N - O - P - Q - R - S - Ș - T - Ț - U - V - W - X - Y - Z
- Visează androizii oi electrice? de Philip K. Dick
- Vâj-hațul de-a lungul timpului de J.K. Rowling
- Vorbitor în numele morților de Orson Scott Card
- Vrăjitorul din Oz de Frank Baum
- Vraciul sau Profesorul Wilczur de Tadeusz Dolega Mostowicz